# Suctobelbella italica
Suctobelbella italica är en kvalsterart som först beskrevs av Sandór Mahunka 1966.  Suctobelbella italica ingår i släktet Suctobelbella och familjen Suctobelbidae. Inga underarter finns listade i Catalogue of Life.